# فشارک (کوهپایه)
فشارک (کوهپایه)، روستایی از توابع بخش سیستان شهرستان کوهپایه در استان اصفهان ایران است.

## جمعیت
این روستا در دهستان زفره قرار دارد و بر اساس سرشماری مرکز آمار ایران در سال ۱۳۸۵، جمعیت آن ۱۱۵ نفر (۵۳خانوار) بوده‌است.